# Oxyanthus nangensis
Oxyanthus nangensis är en måreväxtart som beskrevs av Kurt Krause. Oxyanthus nangensis ingår i släktet Oxyanthus och familjen måreväxter.
Artens utbredningsområde är Kamerun. Inga underarter finns listade i Catalogue of Life.